# Asgeir Mickelson
Asgeir Mickelson (ur. 30 września 1969) – norweski muzyk, kompozytor i multiinstrumentalista, a także producent muzyczny, inżynier dźwięku oraz grafik. Asgeir Mickelson znany jest przede wszystkim z wieloletnich występów w formacji Spiral Architect, w której od 1993 roku pełni funkcję perkusisty. Natomiast w latach 1999-2008 był członkiem grupy Borknagar. Wraz z zespołem uzyskał nominację do nagrody norweskiego przemysłu fonograficznego Spellemannprisen.
W latach 2005–2011 współpracował z multiinstrumentalistą Vegardem "Ihsahnem" Tveitanem, wraz z którą nagrał trzy albumy studyjne. Mickelson wraz z Tveitanem uzyskał także po raz drugi nominację do nagrody Spellemannprisen. Muzyk współpracował ponadto z takimi zespołami jak: Solefald, Red Harvest, Scariot, ICS Vortex, Enslavement of Beauty, Lunaris, Highland Glory, Anesthesia, Testament, Sarke, Thornbound, Vintersorg, Hardingrock oraz Breed.